# Whitefield (Maine)
Pour les articles homonymes, voir Whitefield.
Whitefield est une ville américaine située dans le Comté de Lincoln, dans le Maine. Selon le recensement de 2020, sa population est de 2 408 habitants.